# Kriūkai
Kriūkai är en ort i Marijampolė län i centrala Litauen. Enligt folkräkningen från 2011 har samhället ett invånarantal på 291 personer.